# Emil Pirchan
Emil Pirchan (geboren 27. Mai 1884 in Brünn, Österreich-Ungarn; gestorben 20. Dezember 1957 in Wien) war ein österreichischer Bühnenbildner, Maler, Gebrauchsgraphiker, Architekt und Schriftsteller.

## Leben
Emil Pirchan der Jüngere war ein Sohn des akademischen Malers und letzten Rahl-Schülers Emil Pirchan der Ältere (1844–1928) und der Karoline, geb. Edle von Sternischtie (1864–1945). Er studierte in Wien an der Akademie der bildenden Künste Architektur bei Otto Wagner. Er wurde für hervorragende Leistungen mit der Goldenen Füger-Medaille und dem Meisterpreis der Akademie ausgezeichnet.
Durch seinen Großcousin Josef Hoffmann, die Wiener Secession und deren Experimentierfreudigkeit inspiriert, schuf er bereits in jungen Jahren autonome Werke. Besonders erwähnenswert sind die ab 1907 in einem eigenen Tunkpapierverfahren gestalteten Blätter. Die abstrakten Kompositionen sind ihrer Zeit weit voraus. Erst Jahre später schuf Wassily Kandinsky seine berühmten abstrakten Formen.
1908 übersiedelte er nach München, arbeitete als Architekt, baute Einfamilienhäuser, entwarf Ausstellungsbauten und Wohnungseinrichtungen. Gleichzeitig war er als Gebrauchsgraphiker tätig, machte Buchillustrationen, Plakate etc., insgesamt ca. 1500 gedruckte Arbeiten.
1913 gründete Pirchan eine eigene Kunstschule für Bühnenbild und Gebrauchsgraphik in München. Im selben Jahr kam es zur Hochzeit in Hohenschwangau mit Johanna Diehl (* 20. Oktober 1887 in München; † 27. April 1974 in Zürich) aus dem Verlagshaus Oldenbourg. 1918 wurde er zum Ausstattungsdirektor der Bayerischen Staatstheater ernannt. 1921 erfolgte die Berufung in dieser Eigenschaft an die Staatstheater nach Berlin. Nun begann eine fruchtbare Zusammenarbeit mit den Regisseuren Leopold Jessner und Max von Schillings.
Zu der Zeit, als Pirchan anfing, Bühnenbilder zu entwerfen, gab es den „Bühnenbildner“ im heutigen Sinne noch nicht. Meist setzten Maler, Architekten oder Bühnenarbeiter mehr oder weniger gekonnt die Anweisungen des Regisseurs bildlich um. Erst nach dem Ersten Weltkrieg wurde die Zusammenarbeit von Regisseur und Ausstatter üblich. Pirchan griff bei seinen Bühnenbildern die Einflüsse des Expressionismus auf, er arbeitete mit Farbsymbolik, verwendete starke Farben.
Zusammen mit Panos Aravantinos kann Pirchan als Wegbereiter des modernen Bühnenbildes in Deutschland bezeichnet werden, das in den berühmten Inszenierungen Wilhelm Tell, Marquis von Keith, Richard III. und Othello der 1920er und 1930er Jahre gipfelte. Zugleich war es Pirchans persönliche Tragik, dass diese richtungsweisenden und viele andere Bühnenbilder beeinflussenden Ausstattungen am Beginn seiner Arbeit als Bühnenbildner lagen. Er war auch in den nächsten Jahrzehnten als Bühnenbildner sehr erfolgreich, konnte aber den enormen Erfolg der frühen Jahre nicht wiederholen. Er war offen gegenüber neuen Bühnentechniken und Beleuchtungsmethoden und arbeitete auch mit den neuen Medien Film und Fernsehen.
1927 wurde er Dozent an der staatlichen Musikhochschule für darstellende Kunst in Berlin, wo er Bühnenbildkunst und Kostümlehre unterrichtete. 1930 übersiedelte er nach Prag als Ausstattungschef des Deutschen Theaters. Gleichzeitig erhielt er eine Professur an der Deutschen Musikakademie für die Bühnenbildklasse. 1936 wurde er als Professor an die Akademie der bildenden Künste nach Wien berufen. Er übernahm die Leitung der Meisterschule für Bühnenbildnerei und arbeitete als Bühnenbildner am Burgtheater und der Staatsoper.
Neben der Theaterarbeit von rund 500 Gesamtausstattungen von Opern, Schauspielen, Revuen, Balletten, Operetten, Filmen in Europa, Nord- und Südamerika verfasste Pirchan viele Bücher, sowohl Fachliteratur zur Bühnenmalerei, Kostümkunde, zum
Maskenmachen und Schminken, als auch Künstlermonographien und Romane.
Pirchan war einer der bedeutenden Gestalter der angewandten Kunst des deutschsprachigen Raumes im frühen 20. Jahrhundert. Seine Entwürfe für Theater, Oper und Film, seine zahlreichen Plakate, Illustrationen und Graphiken waren wegweisend. Er wurde am Hietzinger Friedhof bestattet.
1959 wurde die Pirchangasse in Wien-Favoriten nach ihm benannt.
Vom 22. Februar bis 5. Mai 2019 fand im Museum Folkwang in Essen  die erste umfassende Einzelausstellung über Emil Pirchan (Plakat-Bühne-Objekt) statt.
Vom 27. November 2020 bis 4. Juli 2021 fand im Leopold Museum in Wien die erste Einzelausstellung in Österreich über Emil Pirchan (Visuelle Revolution) statt, die in der Presse als Wiederentdeckung eines „zu Unrecht in Vergessenheit geratenen“ Künstlers gefeiert wurde.

## Schriften (Auswahl)
- Gustav Klimt. Ein Künstler aus Wien. Künstlermonographie. Wien/Leipzig: Wallishausser Verlag 1942 [1956: 2. Auflage. Wien: Bergland Verlag]
- Das Teufelselixier. Ein Legendenspiel nach E. T. A. Hoffmann, Text und Bilder von Emil Pirchan. Juncker, 1.–5. Tsd., Berlin-Charlottenburg, o. J. (1915)
- Der zeugende Tod. Roman. Die Wende Verlag, Berlin 1918.
- Bühnenbrevier. Theatergeschichten, Kulissengeheimnisse, Kunstkuriosa aus allen Zeiten und Zonen. Mit 200 Abbildungen und Kunstdrucktafeln. Wilhelm Frick, Wien 1938.
- Künstlerbrevier. Vom Arbeiten, Leben und Lieben der Maler, Bildhauer und Baumeister aus zwei Jahrtausenden in aller Welt. Mit 300 Abbildungen. Wilhelm Frick. Wien 1939.
- Harald Kreutzberg. Wilhelm Frick, Wien 1941, ³1956.
- Katalog zur Ausstellung von Emil Pirchan. München: Verlag Mandruck, 1917. online